# 武吉卡西塔圣陵
武吉卡西塔聖陵（亦稱Tanah Kubor Diraja，爪夷文：مقبرة الملك，意為「國王的安葬地」）是一座封閉的墓園，位於新加坡紅山區武吉宝美住宅區範圍內。
該墓園埋葬著馬來王室成員，因而被尊奉為聖陵。該地被列為保留地，目前並無任何清理或重建計劃。
坊間相傳這座墓園是三佛齐巨港王子桑·尼拉·乌他玛後裔的安息之所。它同時也是流亡中的廖内—林加苏丹王朝最後一位蘇丹——阿都拉曼二世的長眠之地。關於該墓園的建立年代尚有爭議，有說法認為其始於16世紀，也有觀點認為其為19世紀所建。

## 歷史
據傳，這片墓地最早由柔佛蘇丹阿拉烏丁二世於1530年開設，當時的新加坡原屬柔佛苏丹国的一部分。然而也有觀點認為這片墓地實際上是在19世紀蘇丹胡先統治時期才建立的。無論具體年代為何，此地一直被視為一座王室墓園，與馬來皇族有密切聯繫。廖内—林加苏丹王朝最後一任統治者阿都拉曼二世於1930年代被安葬於此。他在被荷蘭殖民政府廢黜並流放後移居新加坡直至終老。
墓地的部分區域在1979年至1980年間被遷葬以騰出土地建設武吉宝美住宅區。然而，墓地的核心區域（包括王族墓葬、被尊奉為聖陵的墳墓以及部分已損毀的村落建築）得以保留。餘下最終被列為保留地的墓園完全歸新加坡土地管理局所有，未來亦無拆除計劃。
2017年，新加坡政府為武吉卡西塔聖陵進行了修繕工程，包括加固聖殿與安裝金屬欄杆以提升安全性與穩定性。目前，該地由一位志願看護人員負責維護管理。公眾亦可偶爾獲准進入墓園核心區以瞻仰王室安葬之地。

## 建築風格
武吉卡西塔聖陵墓園由石牆圍繞。聖陵入口處設有一座精緻而宏偉的大門，大門以傳統馬來建築風格建成，極具歷史與文化意涵。圍牆外可見數座殘破的村屋，包括一座已廢棄的清真寺，皆為典型的馬來傳統建築風格，使用鋅鐵屋頂與木造牆體構成。
園內可見若干被尊奉為「聖陵」的墳墓。這些墓葬上通常覆以黃色墓碑或裹有黃色布匹，以表其神聖地位。其中一座聖陵據稱屬於「依斯甘達王子」，被當地人尊奉為聖人。墓園內亦有多座墳墓被認為屬於傳說中新加坡開國者桑·尼拉·乌他玛的後裔。墓碑的尺寸各異。地位較高者設有體積更大、形制更為講究的墓碑，稱為「Dapur」；而地位較低者則僅設立簡單的墓碑，稱為「Batu Nisan」作為標記。

## 著名安葬人物
- 阿都拉曼二世．穆阿占沙（1851–1930）：廖内—林加苏丹王朝最後一任統治者，在被荷蘭殖民政府廢黜後流亡新加坡並於當地辭世，安葬於此。

## 流行文化
武吉卡西塔聖陵曾出現在1961年7月《海峽時報》發表的一篇虛構短篇靈異故事中。該故事描述一名男子在自家附近遇見一群詭異的骷髏盜墓者後，意外發現了「莫哈末賽益王子」的墳場。故事最終以男子與家人不堪靈異事件纏身，決定遷居花拉公園作結。

## 秩事
2024年11月，《新明日報》報導指出一名六旬婦女在武吉卡西塔聖陵旁私搭鐵皮屋飼養逾50隻貓與鳥類，因照料不周導致環境惡劣。屋內鼠蟻橫行、糞便滿地，散發惡臭，動物健康堪憂。事件引起動保團體與有關當局的關注。

## 圖集

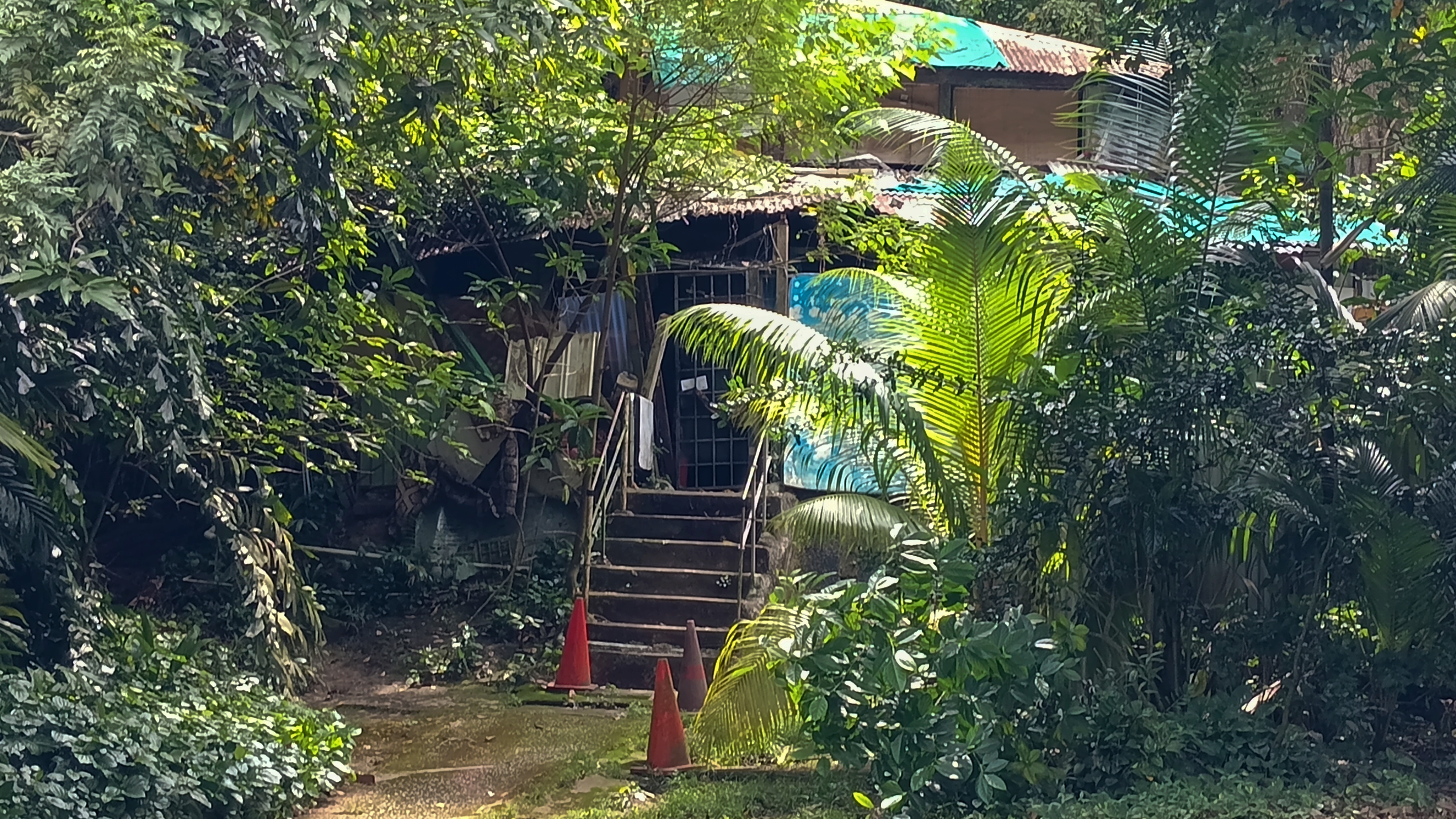
廢棄的清真寺建築，建於1930年代
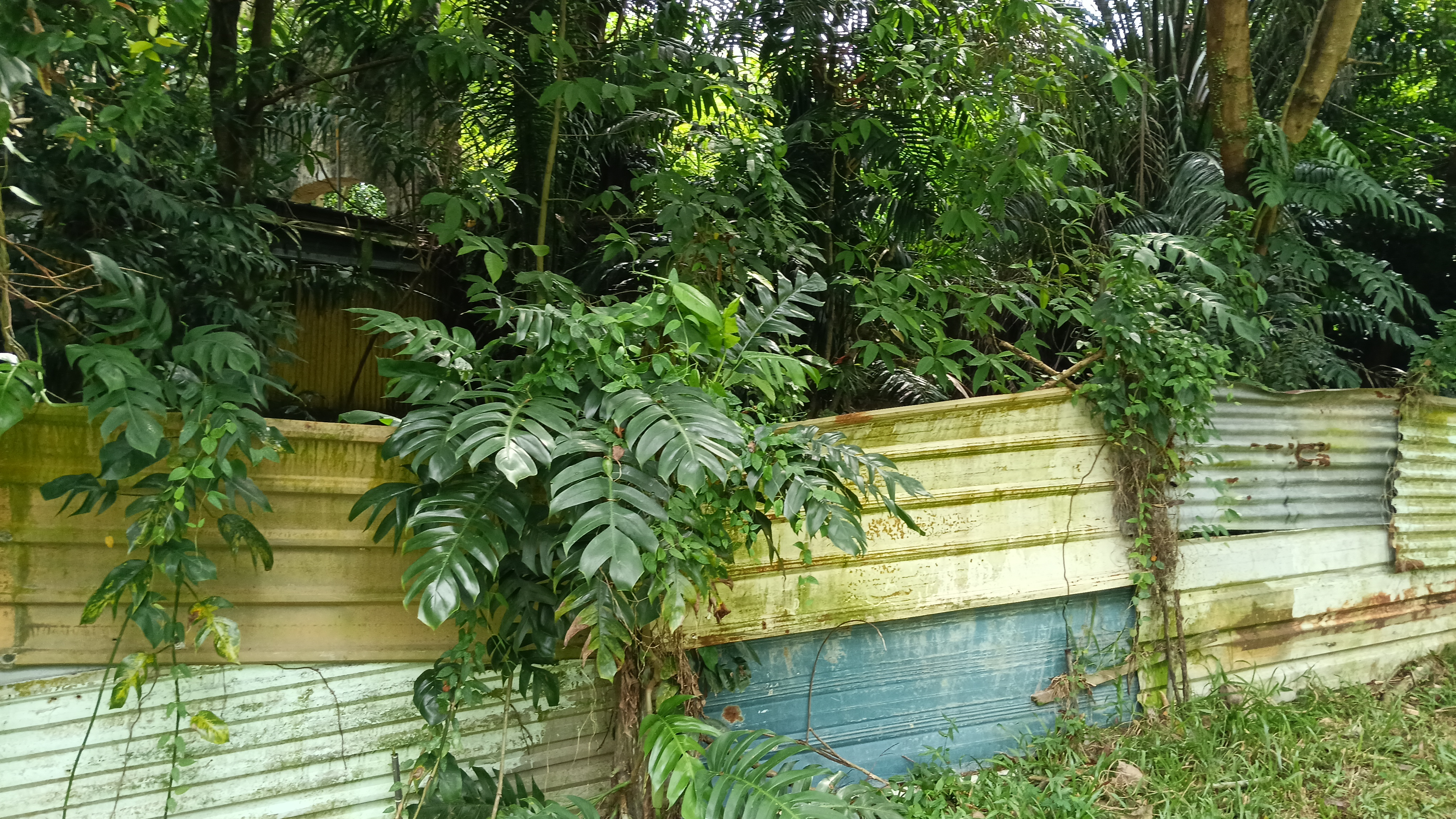
聖陵周圍設有金屬圍欄